# Holographis leticiana
Holographis leticiana är en akantusväxtart som beskrevs av T.F. Daniel. Holographis leticiana ingår i släktet Holographis och familjen akantusväxter. Inga underarter finns listade i Catalogue of Life.